# Энгегорд, Арвид
Арвид Энгегорд (норв. Arvid Engegård; род. 13 мая 1963, Будё) — норвежский скрипач, пианист и дирижёр.
Учился в Тронхейме, затем в Истменовской школе музыки у Цви Цейтлина и наконец в Зальцбурге у Шандора Вега, оказавшего на него особое влияние и как на скрипача, и как на будущего дирижёра (Энгегорд был концертмейстером в камерном оркестре Camerata Academica под руководством Вега).
В 1991—1997 гг. Энгегорд был первой скрипкой Квинтета Орландо, базирующегося в Амстердаме, затем выступал в нескольких других камерных составах. С 2004 г. художественный руководитель камерного ансамбля MiNensemblet из Нарвика. В том же году основал и возглавил Международный фестиваль камерной музыки на Лофотенских островах (норв. Lofoten Internasjonale Kammermusikkfest). В качестве дирижёра выступал с ведущими норвежскими музыкальными коллективами, а также с Симфоническим оркестром Шведского радио, Белградским филармоническим оркестром и др.